# Ancistrochelifer orientalis
Espèce
Synonymes
- Hysterochelifer orientalis Beier, 1967
- Hysterochelifer nepalensis Beier, 1974
- Metachelifer hyatti Ćurčić, 1980

Ancistrochelifer orientalis est une espèce de pseudoscorpions de la famille des Cheliferidae.

## Distribution
Cette espèce se rencontre en Thaïlande et au Népal.

## Description
La femelle holotype mesure 3 mm.

## Publication originale
- Beier, 1967 : Pseudoscorpione vom kontinentalen Südost-Asien. Pacific Insectsa, vol. 9, no 2, p. 341-369 (texte intégral).